# Ramona (novela)
Ramona es una novela escrita por Helen Hunt Jackson en el año 1884. Narra la historia de una chica huérfana de padres escoceses y nativos americanos que crece y contrae matrimonio en el sur de California. En este contexto se trata el tema de la discriminación racial así como otras dificultades a las que la protagonista se enfrenta. Fue publicada por primera vez en forma de folletín en el diario Christian Union logrando un gran éxito. Después de esto se han sucedido más de 300 reimpresiones, y rodado 4 adaptaciones al cine, representándose en la calle desde 1923. El impacto de la novela en la cultura e imagen de la región del sur de California fue enorme. Su idealización del pasado bajo el domino de México dio a la región una identidad cultural única. Además su publicación coincidió con la llegada del ferrocarril a la zona lo que dio la posibilidad a miles de turistas de ver los lugares a los que se refería la trama del libro.

## Resumen del argumento

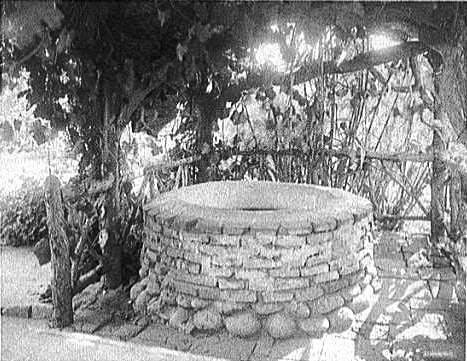
Pozo de los Deseos, lugar en que según la ficción se casa Ramona en San Diego

Ramona es una huérfana de una pareja formada por una nativa americana y un escocés que vive en el sur de California, poco después de la guerra mexicano-americana. Es criada por la señora Moreno Gonzaga, hermana de su madre fallecida y que queda como su madre adoptiva. Moreno trata a Ramona como parte de su familia, dándole toda clase de lujos, solo porque la madre adoptiva de Ramona lo había pedido como su último deseo. Debido a los orígenes indígenas de Ramona, Moreno realmente no la quiere. Su cariño lo reserva para su único hijo, Felipe Moreno, a quien adora. Gonzaga Moreno todavía se considera mexicana, a pesar de que California ya no era parte de ese país, y odia a los estadounidenses, que han troceado y desmembrado su rancho tras disputárselo en los tribunales.
La señora del rancho retrasa el esquilado de las ovejas para que sus empleados puedan asistir a misa. Ramona se enamora de Alejandro, que trabaja como esquilador en el Rancho de Moreno Gonzaga. Esta se opone al matrimonio al tratarse de un indio. Es entonces cuando Ramona se da cuenta de que su madre adoptiva nunca la ha querido y huye del rancho para vivir con Alejandro.
Alejandro y Ramona tienen un hijo y viajan por el sur de California buscando un lugar en que establecerse. Sin embargo la tribu de Alejandro es expulsada de sus tierras debido al incipiente asentamiento de colonos europeos blancos en California. Esto hace que Ramona y Alejandro pasen penas y miserias, ya que los estadounidenses que compraron su tierra también quieren quedarse con sus casas y sus herramientas agrícolas. Son expulsados de distintos sitios debido a la codicia de los estadounidenses y no pueden encontrar ningún lugar libre de la amenaza de nuevos colonos. Finalmente se mundan hacia una zona montañosa cercana a San Bernardino. Alejandro lentamente va enloqueciendo por los problemas debido su orgullo e inocencia no le permiten soportar las constantes humillaciones. Ama a Ramona locamente y le tortura la idea de haberla arrancado de su relativo confort y estabilidad. Para culminar las desdichas la hija de ambos "Ojos del Cielo" muere porque un doctor blanco se niega a viajar a la zona tan inhóspita donde viven para atenderla. Incluso aunque posteriormente tienen otra hija Alejandro se vuelve loco, insensato y olvidadizo. Un día roba el caballo de un colono blanco. El hombre le sigue y le dispara brutalmente a pesar de que sabe que no está bien de la cabeza.
En todo este periplo Ramona lleva dos años fuera del rancho. Felipe encuentra a Ramona y se casan. Felipe siempre había amado a Ramona y la encuentra más bella que nunca. Felipe tenía a Alejandro por amigo y tanto para él como para Ramona la vida en California bajo la ocupación estadounidense se ha vuelto imposible, por lo que emigran a México y tienen varios hijos. Aunque Ramona se considera incapaz de volver a enamorarse es feliz con Felipe, quien la adora. De todos sus hijos su preferida es Ramona que tuvo con Alejandro.

## Personajes
- Ramona – húerfana de orígenes escoceses e indígenas americanos
- Señora Moreno – hermana de la madre de Ramona
- Felipe Moreno – hijo único de la Señora Moreno
- Alessandro – joven esquilador indio americano
- Padre Salvatierra – sacerdote católico
- Pablo Asís – jefe tribal

## Temas principales

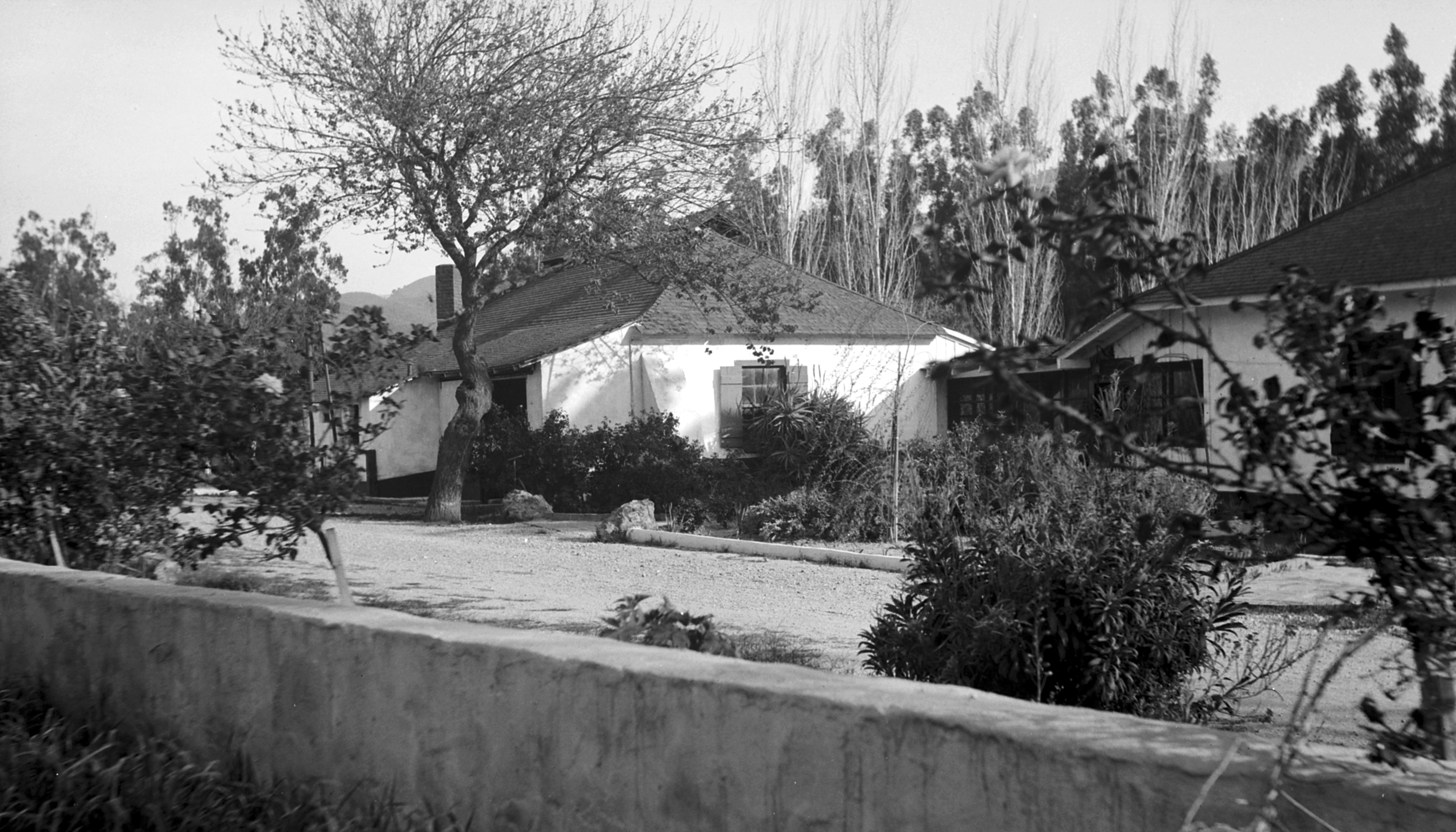
Rancho Camulos, según la novela propiedad de Moreno Gonzaga

Jackson escribió Ramona tres años después de Un siglo de deshonor, una crónica sobre el maltrato a los indios nativos de EE. UU.. Según comentó en la propia novela trataba de describir experiencias de los indios "como una forma de conmover a los lectores" de una forma similar a como Harriet Beecher Stowe había hecho con los esclavos en La Cabaña del Tío Tom. Sin embargo su éxito en esta tarea fue limitado.
Ramona fue concebida para apelar directamente a las emociones del público estadounidense, cosa que sucedió. La crítica política de la novela era clara pero no lo fue tanto su mensaje más potente. Jackson estaba cautivada por las misiones españolas en California, que contemplaba con mirada romántica. Esta visión de religiosos franciscanos, señoritas y caballeros distinguidos era por completo artificiosa pero permitía a la novela caputurar la imaginación de los lectores retratando a los estadounidenses como villanos y a los nativos americanos como "buenos salvajes".
Asimismo la novela removió las conciencias de los nuevos colonos angloamericanos de California, mostrándoles una visión amable de la población de origen hispano que se habían encontrado a su llegada. Hasta entonces los habían contemplado de manera frecuentemente despectiva como terratenientes de un suelo fértil en medio de un clima benigno que llevaban un estilo de vida decadente de placer y recreo y confiaban el trabajo en los nativos americanos. Frente a esto los angloamericanos solían contraponer la ética protestante del trabajo en la que habían sido educados. Jackson terminó con esta visión a través de la novela, aceptando sus lectores el retrato sentimental de la aristocracia california. Así es como nació el mito de Ramona.

## Acogida
La obra fue inmensamente popular tras su publicación, con más de 15.000 copias vendidas en los diez meses anteriores a la muerte de Jackson en 1885. Un año después del deceso la revista literaria North American Review la calificó de forma "incuestionable" como "la mejor novela escrita jamás por una estadounidense" y la citó junto a La Cabaña del Tío Tom como una de las novelas más éticas del siglo XIX. Sesenta años después de su publicación había vendido 600.000 ejemplares, habiéndose realizado 300 reimpresiones del mismo.
Otra razón para explicar la popularidad que alcanzó la novela pudo haber sido su racismo sutil. Ramona era mestiza, solo parcialmente india, y se la describía como una mujer bella de pelo moreno, aunque de ojos azules. Errol Wayne Stevens, miembro de la California Historical Society citón
Jackson se desanimó porque los lectores, cautivados por su visión romántica del sur de California dejaron pasar casi inadvertidos los temas indios que pretendía plasmar. A pesar de ello algunos historiadores como Antoinette May responsabilizan en gran parte a la novela de la Ley Dawes que en 1887 fue la primera aprobada por el Congreso de EE. UU. para tratar el asunto de la propiedad de tierra de las comunidades nativas americanas.

## Adaptaciones al teatro, cine y televisión
Se han realizado cuatro adaptaciones al cine en Estados Unidos, así como una adaptación mexicana para la televisión en formato de telenovela en el año 2000. Además una adaptación teatral ha sido interpretada desde 1923 en una dramatización pública denominada The Ramona Pageant, en Hemet, California.

## Impacto en la cultura popular
La inmensa popularidad de la novela llevó a utilizar su nombre en multitud de escuelas, calles, un tramo de autopista e incluso una pequeña ciudad californiana cercana a San Diego. El mito romántico del personaje contribuyó a un incremento del turismo en la zona gracias a que mucha gente se acercaba a ver las localizaciones que aparecían en la historia. La llegada de la línea de la Southern Pacific Railroad aumentó asimismo las visitas a la zona.
Como resultado numerosos lugares por todo el sur de California trataron de remarcar su conexión con la trama de la novela, a lo que ayudaría el hecho de que Jackson había muerto sin aclarar las localizaciones reales. Dos lugares pugnaron por presentarse como escenario: el Rancho Camulos, cerca de Piru, y el Rancho Guajome en Vista, ambos habían sido visitados por Jackson antes de escribir Ramona.
La mayoría de los expertos entiende que Camulos es lo más parecido al "hogar de Ramona" debido a diversos factores. La localización del rancho de Moreno Gonzaga que realiza Jackson es muy similar. Importantes literatos como George Wharton James y Charles Fletcher Lummis así lo reconocieron. Además línea ferroviaria principal del Condado de Ventura de la Southern Pacific que abriría en 1887 con parada justo en Camulos. La compañía estaba lanzada por aquel entonces a una guerra de tarifas por lo que llegar a Camulos era relativamente fácil y económico. Finalmente la familia Del Valle, propietaria del Rancho rentabilizó la conexión acogiendo favorablemente a los turistas etiquetando su cosecha de naranjas y vino bajo la marca de The Home of Ramona (El Hogar de Ramona).
En contraste el Rancho Guajome no hizo publicidad asociada a la marca Ramona hasta que un artículo publicado en 1894 en Rural Californian hizo el reclamo. Como la casa estaba a unas cuatro millas de la estación más cercana de ferrocarril (Santa Fe Railroad) llegar no era tan fácil. Por si fuera poco la familia propietaria del Rancho no deseaba tener oleadas de turistas en sus tierras, según parece debido a disputas entre Jackson y la propietaria Sra. Couts.
Un tercer lugar, la Casa de Estudillo en el centro histórico de San Diego se autoproclamó el lugar en que Ramona contrajo matrimonio debido a que en la novela se decía que Ramona se había casado en esta localidad. Aunque no había constancia de ninguna visita de Jackson a dicho lugar se convirtió en un destino turístico muy frecuentado hasta mucho después de la publicación de la novela. La Casa de Estudillo fue también un ejemplo de autopromoción asociada a una obra literaria. El encargado de mostrar la casa a los turistas la vendió a pedazos hasta el punto que quedó gravemente deteriorada. En 1907 el nuevo propietario John D. Spreckels remodeló la casa de manera que fuera más fiel a la descripción que realizaba la novela. Cuando las obras terminaron en 1910, el edificio reabrió como una de las principales atracciones turísticas vinculadas a Ramona. En la solicitud de este inmueble para acceder a la categoría de Hito Histórico Nacional se la mencionaba como "Casa de Estudillo/Lugar en que se casó Ramona".
Otros puntos de interés turístico relacionados con la novela son el denominado "lugar en que nació Ramona", marcado con una pequeña lápida de adobe cerca de la Misión de San Gabriel Arcángel y la "tumba de Ramona Lubo" en la reserva india de Cahuilla. Lubo se autoproclamó la "Ramona verdadera" debido a que su vida misma guardaba cierta semejanza a la del personaje de ficción. Sin embargo no sería hasta 1938 (60 años después de la muerte de Lubo) cuando se erigiría un monumento celebrando esta coincidencia. También resulta necesario mencionar la dramatizacion The Ramona Pageant que anualmente desde 1923 comenzó a realizarse en la localidad de Hemet (California) y que ha continuado hasta nuestros días.
La mayoría de los historiadores literarios de hoy día creen que sin embargo que no puede hablarse propiamente de un lugar como el rancho de Moreno Gonzaga, sino que sería una amalgama de elementos tomados de varias localizaciones, tal y como Carey McWilliams describió en su libro Southern California Country:
Decenas de miles de postales fueron publicadas bajo el lema "la escuela a la que fue Ramona," "el auténtico de Ramona," "el lugar donde Ramona se casó," y varios otros escenarios referidos a la novela." [...] No había antes suficientes postales que pudieran abarcar todo el sur de California.
Por si fuera poco esto debido a la inmensa popularidad del libro hecho y realidad empezaron a mezclarse a ojos del público. El historiador californiano Walton Bean escribió:
Estas leyendas se han llegado a integrar de tal forma en la cultura popular del sur de California que son tomadas frecuentemente por hechos reales. Muchos de los que han visitado el "lugar de nacimiento de Ramona" en San Diego o la dramatización "The Ramona Pageant" en Hemet en los últimos años se sorprenderían y disgustarían enormemente si se les advirtiese que Ramona es un personaje de novela de ficción y no de una biografía.
Como ya se ha dicho la novela dio al sur de California y al suroeste de los Estados Unidos una identidad cultural única. La arquitectura de las misiones había obtenido reconocimiento nacional e incluso se habían iniciado pequeños proyectos de restauración. El servicio ferroviario hacia la zona -recién inaugurado- y las emociones desatadas por la novela pusieron a la región de moda todo el país. Una de las consecuencias de ello fue la creciente popularidad del estilo arquitectónico de las Misiones en versión renovada entre 1890 y 1915, que todavía se puede rastrear en muchos edificios.